# Mobico Group
Mobico Group (ранее National Express) — это один из крупнейших междугородних автобусных операторов, работающих на территории Англии, Уэльса и Шотландии.

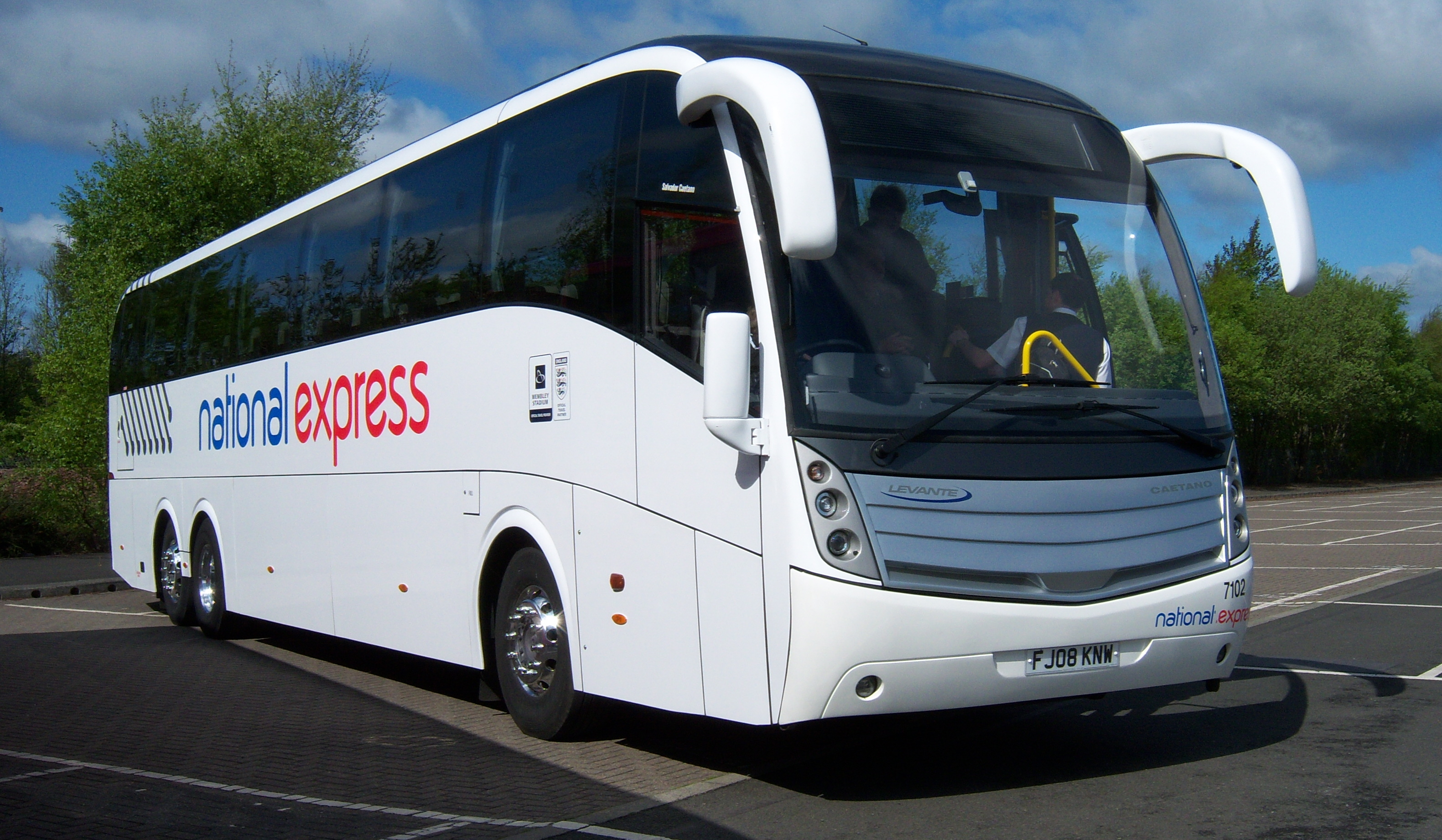
Автобус National Express

Большинство рейсов Mobico Group обслуживаются по договорам субподряда местными автобусными компаниями. Штаб-квартира компании находится у автовокзала города Бирмингем.

## История
В Великобритании в соответствии с Законом о транспорте 1968 года была сформирована National Bus Company, а многие местные автобусные компании были национализированы государством. Национализированные автобусные компании управлялись из одного центра и первоначально использовали общий бренд National. Само название  National Express впервые было использовано в 1974 году, хотя фактические услуги оказывали отдельные автобусные компании.
В июне 2023 года компания была переименована в Mobico Group.

### Автобусные компании, работающие по франшизе
Mobico Group обслуживает некоторые направления самостоятельно, в первую очередь: аэропорты Гатвик, Хитроу и Лутон, а также автовокзал Виктория, рейсы до станции метро Ливерпуль-стрит в Лондоне и железнодорожной станции Уокинг.
Ниже перечислены автобусные компании, работающие по франшизе Mobico Group:
- Ace Travel, Chapelhall
- Ambassador Travel, Great Yarmouth
- Atlantis Coach Travel, Reading, Berkshire
- Bennetts Coaches, Gloucester
- Berwyn Coaches, Trefor
- BL Travel, Pontefract
- Bruce’s Coaches, Salsburgh
- Burton’s Coaches, Haverhill, Suffolk
- Chalfont Coaches, Southall
- Chenery, Dickleburgh
- Classic Buses, Annfield Plain
- Clynnog & Trefor, Trefor
- East Midlands Motor Services, Lincoln, Lincolnshire
- East Yorkshire Motor Services, Kingston upon Hull
- E Stott and Son, Huddersfield
- Epsom Coaches
- Excelsior Coaches, Bournemouth
- Galloway European Coachlines, Mendlesham
- Go North East, Chester-Le-Street
- Johnson Bros, Worksop
- Linburg Touring, Sheffield
- Lucketts Travel, Fareham
- Park’s Motor Group, Hamilton, South Lanarkshire
- Mainline Travel
- Peter Godward, South Woodham Ferrers
- RATP, Yellow Buses, Bournemouth
- Salisbury Reds Buses, Salisbury
- Selwyns Travel, Runcorn
- Silverdale Tours, Nottingham
- Skyline Travel, Oldbury, West Midlands
- South Gloucestershire Bus & Coach, Patchway
- Stagecoach Cambridgeshire, Peterborough
- Stagecoach South East, Dover
- Stagecoach East Midlands, Mansfield
- Stagecoach South Midlands, Oxford
- Stagecoach Yorkshire, Barnsley
- Stuarts Coaches, Carluke
- Travelstar European, Walsall
- Travel de Courcey, Coventry
- Travellers Choice, Carnforth
- Ulsterbus, Belfast
- Woottens Luxury Travel, Chesham
- East Yorkshire Motor Services, Kidderminster
- Yeomans Canyon Travel, Hereford
- YourBus, Durham & Heanor